# Ожарув-Мазовецький (гміна)
Гміна Ожарув-Мазовецький (пол. Gmina Ożarów Mazowiecki) — місько-сільська гміна у центральній Польщі. Належить до Варшавський-Західного повіту Мазовецького воєводства.
Станом на 31 грудня 2011 у гміні проживало 21632 особи.

## Площа
Згідно з даними за 2007 рік площа гміни становила 71.34 км², у тому числі:
- орні землі: 84.00%
- ліси: 1.00%

Таким чином, площа гміни становить 13.38% площі повіту.

## Населення
Станом на 31 грудня 2011:
| Опис     | Загалом | Загалом | Чоловіки | Чоловіки | Жінки | Жінки |
| -------- | ------- | ------- | -------- | -------- | ----- | ----- |
| одиниця  | осіб    | %       | осіб     | %        | осіб  | %     |
| все      | 21632   | 100     | 10310    | 47.66    | 11322 | 52.34 |
| міське   | 10110   | 100     | 4759     | 47.07    | 5351  | 52.93 |
| сільське | 11522   | 100     | 5551     | 48.18    | 5971  | 51.82 |

## Сусідні гміни
Гміна Ожарув-Мазовецький межує з такими гмінами: Блоне, Брвінув, Лешно, П'ястув, Старе Бабіце.